# FedEx-vlucht 705
FedEx-vlucht 705 was een vrachtvlucht met vliegtuig van het type McDonnell Douglas DC-10-30, die tijdens een vlucht op 7 april 1994 bijna gekaapt werd.

## Incident/poging tot kaping
De kaper in kwestie was FedEx-medewerker Auburn R. Calloway. Hij dreigde te worden ontslagen omdat hij had gelogen over zijn vlieguren. Om zijn familie toch te kunnen onderhouden, besloot Calloway een vliegramp in scène te zetten. De levensverzekering van 2,5 miljoen dollar die door zijn werkgever betaald werd, zou dan uitgekeerd worden aan zijn familie. Zijn plan was vlucht 705 te kapen, de bemanning om te brengen en het vliegtuig te laten neerstorten.
Calloway ging in Memphis aan boord van het toestel, dat naar San José zou vliegen om elektronica naar Silicon Valley te brengen. Hij smokkelde een harpoengeweer en een paar hamers mee het vliegtuig in, verborgen in een gitaarkoffer. De bemanning bestond die dag uit piloot David Sanders, co-piloot James Tucker en boordwerktuigkundige Andy Peterson.
Acht minuten nadat het vliegtuig was opgestegen sloeg Calloway toe. Hij drong de cockpit binnen en probeerde de crew te vermoorden met een hamer. Hij koos voor een hamer en niet voor een vuurwapen, omdat hij het neerstorten op een ongeluk wilde laten lijken. De stompe verwondingen veroorzaakt door een hamer leken sterk op verwondingen ontstaan als gevolg van een crash. Op die manier zou Calloways familie de 2,5 miljoen dollar uitbetaald krijgen. Calloway probeerde tevens de cockpitvoicerecorder uit te schakelen om de ware toedracht van het ongeluk te verhullen.
Calloway sloeg co-piloot Tucker bewusteloos en bezorgde hem een schedelfractuur. De bemanning was gedwongen hun stoelen te verlaten om Calloway te overmeesteren, terwijl de inmiddels bijgekomen Tucker probeerde het vliegtuig te besturen. Door middel van extreme vliegmanoeuvres kon de crew Calloway uit balans brengen en hem uiteindelijk te overmeesteren. Dave Sanders sloot zichzelf op in de cockpit om Calloway de toegang te ontzeggen, en probeerde in zijn eentje het toestel te laten landen. Het toestel naderde te snel van te grote hoogte om op de geplande landingsbaan te landen, dus vroeg Sanders toestemming om uit te wijken naar een langere landingsbaan. Hij slaagde er uiteindelijk in het toestel veilig aan de grond te zetten in Memphis. Daar stonden hulpdiensten al klaar om de gewonde piloten te helpen.

## Nasleep
Calloway werd gearresteerd. Hij probeerde nog zichzelf ontoerekeningsvatbaar te laten verklaren, maar kreeg desondanks op 15 augustus 1995 een levenslange gevangenisstraf opgelegd voor poging tot moord en luchtpiraterij.
Op 26 mei 1994 kregen Dave Sanders, James Tucker en Andy Peterson de Gouden Medaille voor heldenmoed van de Airline Pilots Association, de hoogst mogelijke onderscheiding in de commerciële luchtvaart. Door de ernst van hun verwondingen was het medisch gezien onverantwoord voor de drie om ooit nog met een vliegtuig te vliegen.